# Helmut Schön
Helmut Schön (Dresde, 15 de septiembre de 1915-Wiesbaden, 23 de febrero de 1996) fue un futbolista y entrenador alemán.
Es especialmente recordado por su excepcional carrera como entrenador de la selección absoluta de Alemania Occidental, con la que logró conquistar un doblete, la Eurocopa de Bélgica 1972 y el Mundial de Alemania Occidental 1974, hito solamente igualado por Vicente del Bosque en 2010 y 2012 con España y Lionel Scaloni con Argentina. También destacó en las competiciones con los subcampeonatos en el Mundial de Inglaterra 1966 y en la Eurocopa de Yugoslavia 1976, y el tercer puesto en el Mundial de México 1970. Es recordado por ser el entrenador con más partidos dirigidos en la historia de la Copa Mundial de la FIFA con veinticinco partidos, así como el que más victorias obtuvo con dieciséis.

## Biografía

### Inicios
A la edad de seis años, Schön empezó a interesarse por el fútbol en las calles de Seevorstadt en Dresde, su padre Anton Schön quien era comerciante de arte nunca compartió el interés de su hijo por el fútbol; Helmut Schön, era el menor de tres hermanos. Además del fútbol, Schön estudió en el St. Benno-Gymnasium lenguas y ciencias naturales en 1935, ese mismo año empezó un aprendizaje como banquero, para el Banco del Estado de Sajonia; completados sus estudios empezó a trabajar para la fábrica de productos farmacéuticos del Dr. Madaus & Co. (empresa dueña del Dresdner SC) en Rabeul, trabajó hasta 1945 en el sector comercial.

### Carrera como jugador

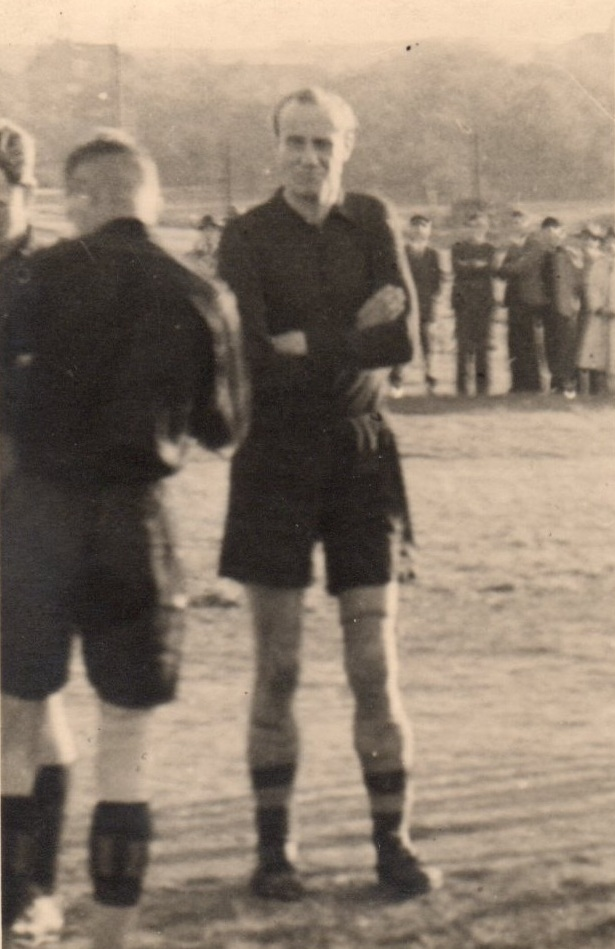
Helmut Schön antes de un partido con el SG Dresden-Friedrichstadt en Reichenberg, cerca a Dresde, en 1946.

En 1925, a la edad de diez años, se unió al SV Dresdensia, un equipo de su ciudad natal. Su entrenador de ese entonces, Matthias Sindelar, lo hizo debutar durante un partido amistoso en Bautzen; este partido le permitió ascender directamente al primer equipo. No duró mucho en ese equipo, ya que tiempo después se trasladó al SC Dresdensia Dresdner, donde el delantero Richard Hofmann era su ídolo.
El Inglés Jimmy Hogan quien asumió la dirección técnica del DSC en 1928, fue muy importante para el desarrollo futbolístico de Schön, quien se caracterizaba por ser un delantero que sorprendía en el área y de juego físico. Para el otoño de 1932, Schön debutó en el primer equipo con diecisiete años de edad en un amistoso con un equipo del municipio de Karlsbad. En ese juego, conoció a su ídolo, Richard Hofmann. Finalmente, debutó en la liga alemana en el verano de 1933. Tuvo una grave lesión de meniscos en 1936 que lo alejó durante mucho tiempo de las canchas.
Como jugador desarrolló su carrera en el Dresdner SC, ganando el Campeonato Alemán de Fútbol en 1943 y 1944, así como la copa en 1941 y 1942. Fue internacional en 16 ocasiones para su país entre 1937 y 1941, sumando 17 goles.

### Clubes como jugador
| Club                      | País             | Año       |
| ------------------------- | ---------------- | --------- |
| Dresdner SC               | Alemania         | 1932-1944 |
| SG Dresden-Friedrichstadt | Alemania         | 1946-1950 |
| FC St. Pauli              | Alemania         | 1946-1947 |
| Hertha BSC Berlin         | Alemania Federal | 1950-1951 |

### Carrera como entrenador
Tras la Segunda Guerra Mundial, comenzó su carrera como entrenador en su estado natal, Sajonia, entonces parte de la Alemania Oriental, ocupada por los soviéticos. Estuvo a cargo de las selecciones de Sajonia y de la zona de ocupación soviética antes huir a Alemania Occidental en 1950.
Tras pasar por el Hamburgo, entrenó a Hertha BSC Berlin. Schön se convirtió en un entrenador en Colonia, antes de dirigir al Wiesbaden. Entre 1952 y 1956, estuvo a cargo de la por entonces independiente selección de fútbol del Sarre, que se encontró con Alemania Occidental en la clasificación para la Copa del Mundo de 1954.

### Clubes como entrenador
| Club                                                | País                   | Año       |
| --------------------------------------------------- | ---------------------- | --------- |
| Selección de fútbol del Sarre                       | Protectorado del Sarre | 1952-1956 |
| 1. Fußball-Club Saarbrücken                         | Protectorado del Sarre | 1953-1954 |
| Selección de fútbol de Alemania Federal (asistente) | Alemania Federal       | 1957-1963 |
| Selección de fútbol de Alemania Federal             | Alemania Federal       | 1963-1978 |

### Carrera internacional
| Selección                       | País     | PJ | Goles | Periodo   |
| ------------------------------- | -------- | -- | ----- | --------- |
| Selección de fútbol de Alemania | Alemania | 16 | 17    | 1937-1941 |

### Retiro y últimos años de vida

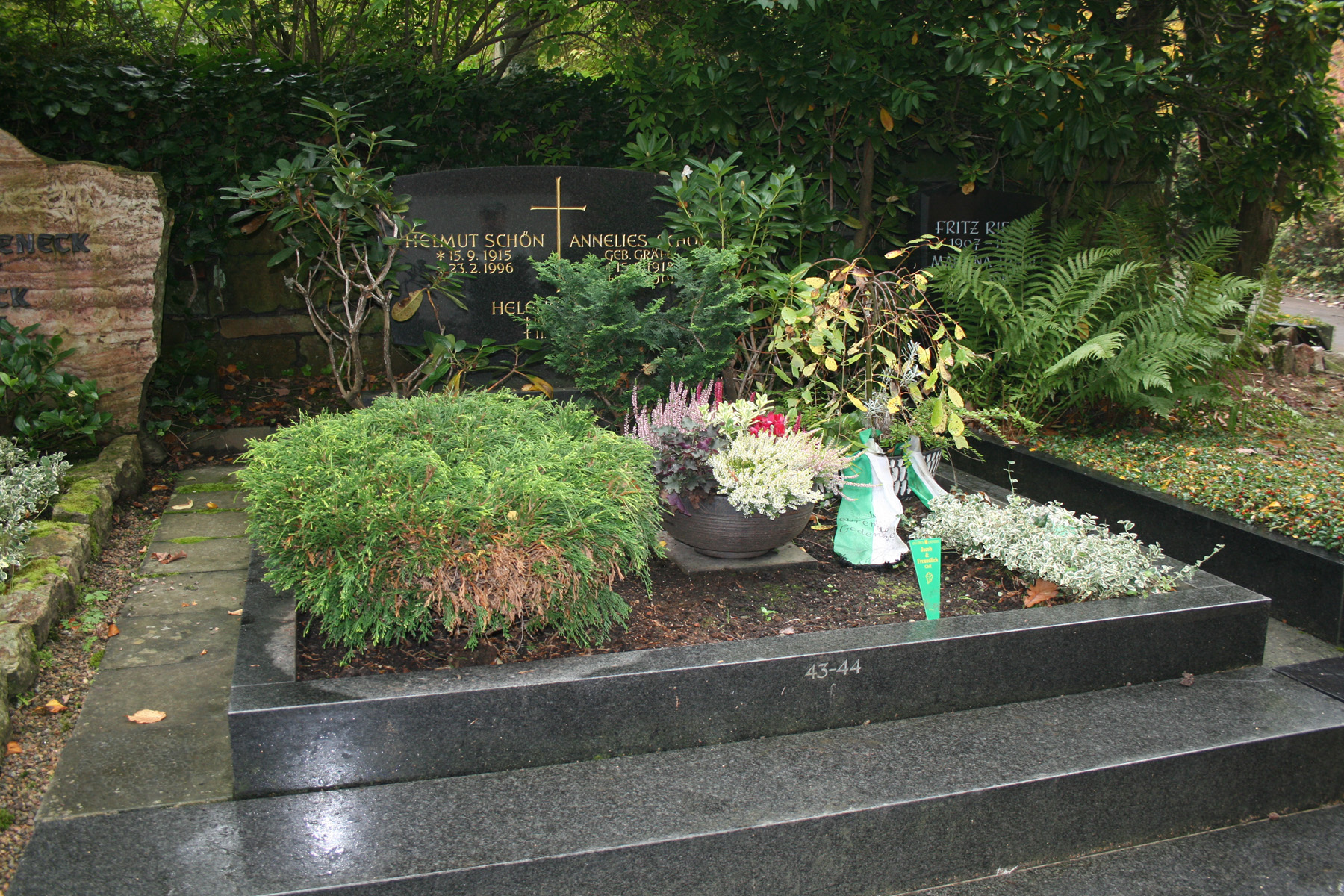
Tumba de Schön

Después de su salida en 1978 de la selección nacional de Alemania Federal, Helmut Schön pasó al retiro junto con su esposa Annelies en el su hogar de Wiesbaden. Sus declaraciones acerca de los eventos de fútbol de aquella época fueron escasos. Tanto entrevistas y declaraciones sobre el equipo nacional y el trabajo de su sucesor Jupp Derwall no eran lo suyo, siempre fue una persona muy prudente con respecto a los cambios que se presentaron a nivel del fútbol alemán como en la selección.
En su cumpleaños número 75, el equipo campeón del mundo en 1974, lo visitó en 1990 en Wiesbaden. En la década de 1990, fue diagnosticado con alzhéimer, Helmut Schön, a causa de la enfermedad, sufrió mucho y pasó sus años finales en la casa Hans-Giebner, un hogar de ancianos, localizado en la ciudad de Wiesbaden-Dotzheim. Falleció el viernes 23 de febrero de 1996 por la noche, a los 80 años de edad, en Wiesbaden, afectado por el mal de Alzheimer y problemas cardíacos. La Federación Alemana de Fútbol lo honró en una ceremonia fúnebre en el Estado Wiesbaden. Su lugar de descanso se encuentra en el Cementerio del Norte en Wiesbaden.
Helmut Schön, el entrenador alemán, es el único, junto con el español Del Bosque, que ha ganado el campeonato de Europa y el del mundo con la selección de fútbol de su país. Todos los que le conocieron dicen que era amable, un ejemplo como deportista. Entrenador humilde y sencillo al que no le gustaba la arrogancia a pesar de ser uno de los mejores de la historia.

## Selección de Alemania Federal
Cuando finalmente el Sarre se incorporó a Alemania Occidental en 1956, Schön se unió al equipo nacional de Alemania Occidental como asistente del entrenador Sepp Herberger, a quien sucedió en noviembre de 1964. Bajo el liderazgo de Schön, el equipo alemán fue finalista de la Copa Mundial de Fútbol de 1966, tercero en la Copa Mundial de Fútbol de 1970, campeón de la Eurocopa 1972, ganador de la Copa Mundial de Fútbol de 1974 y finalista de la Eurocopa 1976. Mantiene el récord en la Copa Mundial de mayor número de partidos entrenados (25) mayor número de victorias (16) y fue el primer entrenador de la historia en conseguir ganar la Copa del Mundo y un Campeonato de Europa, récord únicamente igualado por el entrenador español Vicente del Bosque en 2012.
Schön anunció que se retiraría después de la Copa Mundial de Fútbol de 1978, para ser sustituido por su ayudante Jupp Derwall. No pudo acabar con una gran actuación ya que la selección de Austria eliminó en aquella ocasión a Alemania Occidental, a pesar de estar a su vez eliminada. Durante su período de 14 años como entrenador nacional, su estadística se resume en 87 victorias, 30 empates y 22 derrotas en 139 partidos.

### Participaciones en Copas del Mundo como entrenador
| Mundial                        | Sede                | Resultado    | PD | PG | PE | PP |
| ------------------------------ | ------------------- | ------------ | -- | -- | -- | -- |
| Copa Mundial de Fútbol de 1966 | Inglaterra          | Subcampeón   | 6  | 4  | 1  | 1  |
| Copa Mundial de Fútbol de 1970 | México              | Tercer lugar | 6  | 5  | 0  | 1  |
| Copa Mundial de Fútbol de 1974 | Alemania Occidental | Campeón      | 7  | 6  | 0  | 1  |
| Copa Mundial de Fútbol de 1978 | Argentina           | Segunda fase | 6  | 1  | 4  | 1  |

### Participaciones en Eurocopas como entrenador
| Eurocopa      | Sede       | Resultado  | PD | PG | PE | PP |
| ------------- | ---------- | ---------- | -- | -- | -- | -- |
| Eurocopa 1972 | Bélgica    | Campeón    | 2  | 2  | 0  | 0  |
| Eurocopa 1976 | Yugoslavia | Subcampeón | 2  | 1  | 1  | 0  |